# Michael Goodliffe
Michael Goodliffe est un acteur anglais, de son nom complet Lawrence Michael Andrew Goodliffe, né le 1er octobre 1914 à Bebington (Merseyside, Angleterre) et mort le 20 mars 1976 par suicide à Wimbledon (Grand Londres, Angleterre).

## Biographie
Dans les années 1930, Michael Goodliffe débute au théâtre à Liverpool, puis rejoint la troupe de la Royal Shakespeare Company à Stratford-upon-Avon, vers la fin de ces mêmes années. Après la Seconde Guerre mondiale (prisonnier de guerre en Allemagne dès 1940 et durant tout le conflit, il joue au théâtre dans le camp où il est interné, à Eichstätt), il poursuit sa carrière sur les planches au Royaume-Uni, notamment à Londres, se consacrant entre autres à William Shakespeare. Il se produit également à Broadway (New York) à deux reprises, en 1954 et 1964.
Au cinéma, il débute en 1949 dans La Mort apprivoisée du tandem Powell-Pressburger, puis il participe à cinquante-cinq autres films, majoritairement britanniques, jusqu'en 1976, année de sa mort. Un de ses rôles les mieux connus est celui de Thomas Andrews, architecte du Titanic, dans Atlantique, latitude 41°, sorti en 1958.
À la télévision, Michael Goodliffe contribue à cinquante séries et à six téléfilms, entre 1947 (avec la pièce téléfilmée Roméo et Juliette de Shakespeare) et 1976.
En 1976, il rentre dans une profonde dépression ce qui le pousse à se suicider. Il avait 61 ans.

## Théâtre (sélection)
Pièces jouées à Londres, sauf mention contraire
- 1938 : Henry VIII et Le Songe d'une nuit d'été (A Midsummer Night's Dream) de William Shakespeare (à Stratford-upon-Avon)
- 1938 : Othello ou le Maure de Venise (Othello, the Moor of Venice) de William Shakespeare, avec Martita Hunt, Alexander Knox, Laurence Olivier, Anthony Quayle, Ralph Richardson, mise en scène de Tyrone Guthrie
- 1939 : Beaucoup de bruit pour rien (Much ado about Nothing) de William Shakespeare (à Stratford-upon-Avon)
- 1946 : Roméo et Juliette (Romeo and Juliet) de William Shakespeare, avec Esmond Knight
- 1946 : Antoine et Cléopâtre (Antony and Cleopatra) de William Shakespeare, avec Edith Evans (à Glasgow)
- 1947 : Macbeth de William Shakespeare, avec Michael Redgrave (à Glasgow)
- 1951 : Le Conte d'hiver (The Winter's Tale) de William Shakespeare, avec John Gielgud, Flora Robson (à Édimbourg)
- 1952 : The River Line de Charles Morgan, avec Virginia McKenna, Paul Scofield (à Édimbourg)
- 1954 : The Burning Glass de Charles Morgan, avec Faith Brook, Michael Gough, Laurence Naismith
- 1954 : The Living Room de Graham Greene, avec Barbara Bel Geddes, Ann Shoemaker (à Broadway)
- 1960 : The Gazebo d'Alec Coppel, avec Moira Lister (à Londres et Bristol)
- 1961-1962 : Le deuil sied à Électre (Mourning Becomes Electra) d'Eugene O'Neill ; Le Roi Jean (King John) de William Shakespeare ; La Tragique Histoire du docteur Faust (The Tragical History of Doctor Faustus) de Christopher Marlowe (saison, avec Vernon Dobtcheff)
- 1964 : Sponono d'Alan Paton et Krishna Shah (à Broadway)
- 1971 : The Chalk Garden d'Enid Bagnold, avec Gladys Cooper, Joan Greenwood (à Glasgow) (pièce adaptée au cinéma en 1964)
- 1972 : Richard III de William Shakespeare, avec Derek Jacobi (à Glasgow et Stirling)

## Filmographie partielle

### Au cinéma
Films britanniques, sauf mention contraire
- 1949 : La Mort apprivoisée (The Small Black Room) de Michael Powell et Emeric Pressburger
- 1951 : Capitaine sans peur (Captain Horatio Hornblower) de Raoul Walsh
- 1952 : Pleure, ô pays bien-aimé (Cry, the Beloved Country) de Zoltan Korda
- 1953 : La Belle Espionne (Sea Devils) de Raoul Walsh (film américain)
- 1953 : Échec au roi (Rob Roy, the Highland Rogue) d'Harold French (film américain)
- 1954 : The Crowded Day de John Guillermin
- 1955 : Vivre un grand amour (The End of the Affair) d'Edward Dmytryk
- 1955 : Les Aventures de Quentin Durward (Quentin Durward) de Richard Thorpe (film américain)
- 1956 : Wicked as they come de Ken Hughes
- 1956 : La Bataille du Rio de la Plata (The Battle of the River Plate) de Michael Powell et Emeric Pressburger
- 1957 : L'Évadé du camp 1 (The One that got Away) de Roy Ward Baker
- 1957 : Le Manoir du mystère (Fortune is a Woman) de Sidney Gilliat
- 1958 : Agent secret S.Z. (Carve her Name with Pride) de Lewis Gilbert
- 1958 : L'Île du camp sans retour (The Camp on Blood Island) de Val Guest
- 1958 : Atlantique, latitude 41° (A Night to Remember) de Roy Ward Baker
- 1958 : Up the Creek de Val Guest
- 1959 : Les 39 Marches (The 39 Steps) de Ralph Thomas
- 1959 : La Bataille des sexes (The Battle of the Sexes) de Charles Crichton
- 1960 : Coulez le Bismarck ! (Sink the Bismarck !) de Lewis Gilbert
- 1960 : Le Voyeur (Peeping Tom) de Michael Powell
- 1960 : Les Conspiratrices (Conspiracy of Hearts) de Ralph Thomas
- 1960 : The Trials of Oscar Wilde de Ken Hughes
- 1961 : Le Jour où la Terre prit feu (The Day the Earth caught Fire) de Val Guest
- 1961 : Pas d'amour pour Johnny (No Love for Johnnie) de Ralph Thomas
- 1962 : Le Mystère de la villa blanche (Jigsaw) de Val Guest
- 1963 : L'Affaire Winston (Man in the Middle) de Guy Hamilton
- 1963 : 80,000 Suspects de Val Guest
- 1964 : La Femme de paille (Woman of Straw) de Basil Dearden
- 1964 : La Septième Aube (The 7th Dawn) de Lewis Gilbert
- 1964 : 633 Squadron de Walter Grauman
- 1964 : La Gorgone (The Gorgon) de Terence Fisher
- 1965 : L'Express du colonel Von Ryan (Von Ryan's Express) de Mark Robson (film américain)
- 1967 : La Nuit des généraux (The Night of the Generals) d'Anatole Litvak (film franco-britannique)
- 1967 : Scotland Yard au parfum (The Jokers) de Michael Winner
- 1968 : L'Homme de Kiev (The Fixer) de John Frankenheimer (film américain)
- 1969 : À l'aube du cinquième jour (Dio è con noi) de Giuliano Montaldo (film italo-yougoslave)
- 1970 : Cromwell de Ken Hughes
- 1972 : Les Six femmes d'Henry VIII (Henry VIII and his Six Wives) de Waris Hussein
- 1973 : Les Dix Derniers Jours d'Hitler (Hitler : The Last Ten Days) d'Ennio de Concini (film italo-britannique)
- 1974 : L'Homme au pistolet d'or (The Man with the Golden Gun) de Guy Hamilton
- 1976 : Une fille… pour le diable (To the Devil a Daughter) de Peter Sykes (film germano-britannique)

### À la télévision
Séries, sauf mention contraire
- 1959 : Ici Interpol (Interpol Calling), Saison 1, épisode 8 Private View
- 1959 : L'Homme invisible (Invisible Man), épisode 1 Expérience secrète (Secret Experiment)
- 1963 : Le Saint (The Saint), Saison 2, épisode 22 Le Millionnaire invisible (The Invisible Millionaire)
- 1966 : Première série Chapeau melon et bottes de cuir (The Avengers), Saison 4, épisode 23 L'Héritage diabolique (The House that Jack built)
- 1967 : L'Homme à la valise (Man in a Suitcase), épisode 2 L'Enlèvement (All That Glitters) d'Herbert Wise
- 1974 : Poigne de fer et séduction (The Protectors), Saison 2, épisode 2 La Rançon (The Bridge)
- 1976 : The Madness, téléfilm de James Cellan Jones